# Jean Lannes
Jean Lannes (tiếng Việt: Giăng Lan) (sinh ngày 10 tháng 4 năm 1769, mất ngày 31 tháng 5 năm 1809 sau khi bị thương nặng trong Trận Aspern-Essling), Công tước Montebello (Duc de Montebello) là một thống chế của Napoléon I. Lannes nổi tiếng là một vị chỉ huy dũng cảm và tài năng, ông được coi là một trong những thống chế thân cận nhất của Napoléon. Khi Lannes chết, vị hoàng đế đã nói: "Ta phát hiện ra Lannes khi ông ấy chỉ là một kẻ tầm thường, ta mất Lannes khi ông ấy đã là một người vĩ đại" ("Je l'avais pris pygmée, je l'ai perdu géant").

## Tiểu sử
Jean Lannes sinh năm 1769 tại Lectoure thuộc tỉnh Gers miền Nam nước Pháp (cùng thuộc vùng Occitanie quê hương của thống chế Joachim Murat). Là con thứ năm trong số tám anh chị em, Lannes sớm bỏ học để theo nghề thợ nhuộm. Năm 1792 ông gia nhập lực lượng cận vệ quốc gia đóng ở Lectoure. Tại đơn vị này Lannes đã được học những kiến thức cơ bản của nghề lính.

## Sự nghiệp

### Giai đoạn trước khi gặp Napoléon
Giống như nhiều bạn đồng ngũ, Lannes sớm chuyển sang tiểu đoàn tình nguyện Gers số 2 đóng ở Auch để được huấn luyện đầy đủ hơn. Ngày 20 tháng 6 năm 1792, ông được phong hàm thiếu úy. Vào giữa tháng 5 năm 1793, người thiếu úy trẻ đã lập chiến công đầu tiên trong trận giao tranh tại Saint-Laurent-de-Cerdans, nằm gần đèo Coustouge trên dãy Pyrénées. Những người lính Gers vừa đến vị trí đã bị lính Tây Ban Nha đánh bật khỏi cứ điểm, Jean Lannes, trong lần đầu tiên tham gia chiến đấu, đã động viên tinh thần toàn bộ đồng đội của mình và thành công trong việc tập hợp những người lính Pháp tan tác để tổ chức phản công. Bất ngờ bởi cuộc phản công này, người Tây Ban Nha đã bị đánh bại. Lannes tiếp tục thể hiện sự dũng cảm và khả năng chiến đấu trong các trận đánh sau đó, ông được phong hàm trung úy ngày 25 tháng 9 năm 1793, và chỉ một tháng sau đó, ngày 31 tháng 10, Lannes được thăng hàm đại úy. Thời gian này, Lannes cũng là hội viên hội Tam Điểm.
Lannes tiếp tục chiến đấu tích cực trong các trận chiến tại Port-Vendres, sau đó là Banyuls nơi ông bị thương lần đầu tiên. Jean Lannes được chuyển về dưỡng bệnh tại Perpignan. Tuy nhiên ông sớm được tướng Basset gọi trở lại quân ngũ sau khi quân Pháp liên tiếp gặp thất bại trên chiến trường. Tại Villelongue, Lannes được cử làm chỉ huy đội tiên phong của quân Pháp và ngay lập tức lấy lại thế chủ động cho người Pháp sau khi tổ chức cuộc tấn công táo bạo vào một công sự được trang bị mạnh vốn đã chặn bước tiến và gây thương vong lớn cho quân Pháp trên đường vào thành phố. Với thành tích này, Lannes được thăng vượt cấp lên hàm chỉ huy lữ đoàn (tương đương đại tá) ngày 23 tháng 12 năm 1793. Ngay sau khi hoàn thành chiến dịch, ông phải quay về Perpignan tiếp tục chữa trị vết thương cũ chưa lành, tại đây ông đã gặp người vợ đầu tiên, bà Jeanne-Joseph Barbe thường được gọi là "Polette", con gái một chủ nhà băng giàu có. Đám cưới diễn ra ngày 19 tháng 3 năm 1795.

### Vị tướng thân tín của Đệ nhất tổng tài

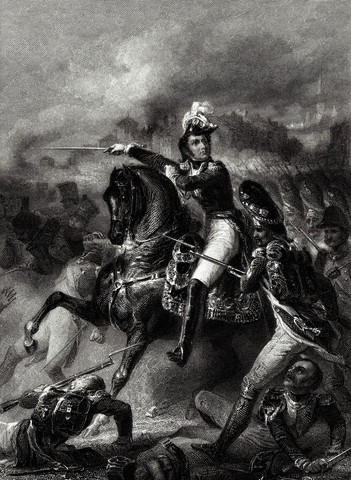
Jean Lannes chỉ huy binh lính tại trận Aspern-Essling

Ngày 15 tháng 4 năm 1796, Napoléon Bonaparte lần đầu tiên chú ý tới Jean Lannes trong trận giao tranh tại Dego, nơi Lannes nổi tiếng vì sự dũng cảm trong những trận giáp chiến bằng lưỡi lê để giành lấy thành phố. Ít lâu sau đó, Lannes được Bonaparte cử làm chỉ huy lữ đoàn rồi tư lệnh một trung đoàn lính tinh nhuệ vượt sông Pô và tham chiến tại Trận cầu Lodi ngày 10 tháng 5 năm 1796. Tại đây, Lannes đã dẫn đầu đơn vị của mình vượt cầu trong sự chống trả quyết liệt của lực lượng pháo binh Áo. Tại Trận Bassano ngày 7 tháng 9, ông một lần nữa chứng tỏ sự dũng cảm hiếm có trong chiến đấu. Ngày 15 tháng 9, Lannes bị thương lần thứ hai tại Governolo. Ngày 14 tháng 11, tại Trận cầu Arcole, mặc dù bị thương, Lannes vẫn tiếp tục chỉ huy các đơn vị Pháp, lúc này đang bị quân Áo tấn công ác liệt, tổ chức phản công và cứu thoát Bonaparte khỏi bị người Áo bắt làm tù binh. Chỉ trong một trận giao tranh tại Arcole, Lannes đã bị thương tới ba lần.
Ngày 14 tháng 1 năm 1797, tuy chưa lành vết thương cũ, Jean Lannes lại tiếp tục tham gia chiến dịch tại Rivoli và tiếp đó là Imola. Bonaparte đã tin tưởng giao cho Lannes một sứ mệnh ngoại giao ở Bồ Đào Nha năm 1801, tuy nhiên do những hạn chế về học vấn (Lannes bỏ học rất sớm), vị tướng thân tín đã không thể hoàn thành nhiệm vụ do Đệ nhất tổng tài giao và Bonaparte không bao giờ dùng Lannes vào những nhiệm vụ ngoại giao nữa. Năm 1802, ông bị loại khỏi lực lượng chỉ huy vì dính dáng đến một bê bối tài chính. Nhưng ngay sau đó, Lannes đã được phục chức và được phong hàm thống chế ngay trong đợt phong hàm lớn đầu tiên năm 1804, cùng với Michel Ney, Joachim Murat và những người khác.

### Chiến tranh Napoléon
Từ năm 1805, sau khi Bonaparte lên ngôi hoàng đế, thống chế Lannes được giao chỉ huy Quân đoàn V của quân đội Napoléon (La Grande Armée), đơn vị của Lannes đã tham gia vào những chiến thắng lớn của quân đội Napoléon ở Ulm, Austerlitz, Iéna, Pultusk và Friedland. Tại Trận Austerlitz, Lannes là người chỉ huy cánh trái của La Grande Armée. Trong các chiến dịch năm 1806-1807, vị thống chế đã chứng tỏ tài năng chỉ huy của mình ở Trận Iéna và sau đó là Trận Friedland. Năm 1808, Lannes được cử làm tư lệnh quân Pháp ở Tây Ban Nha, nơi ông đã giành chiến thắng quan trọng ở Tudela ngày 22 tháng 11. Ngày 21 tháng 2 năm 1809, Lannes thành công trong việc chiếm Saragossa và ông được phong danh hiệu Công tước Montebello nhờ thành tích này. 

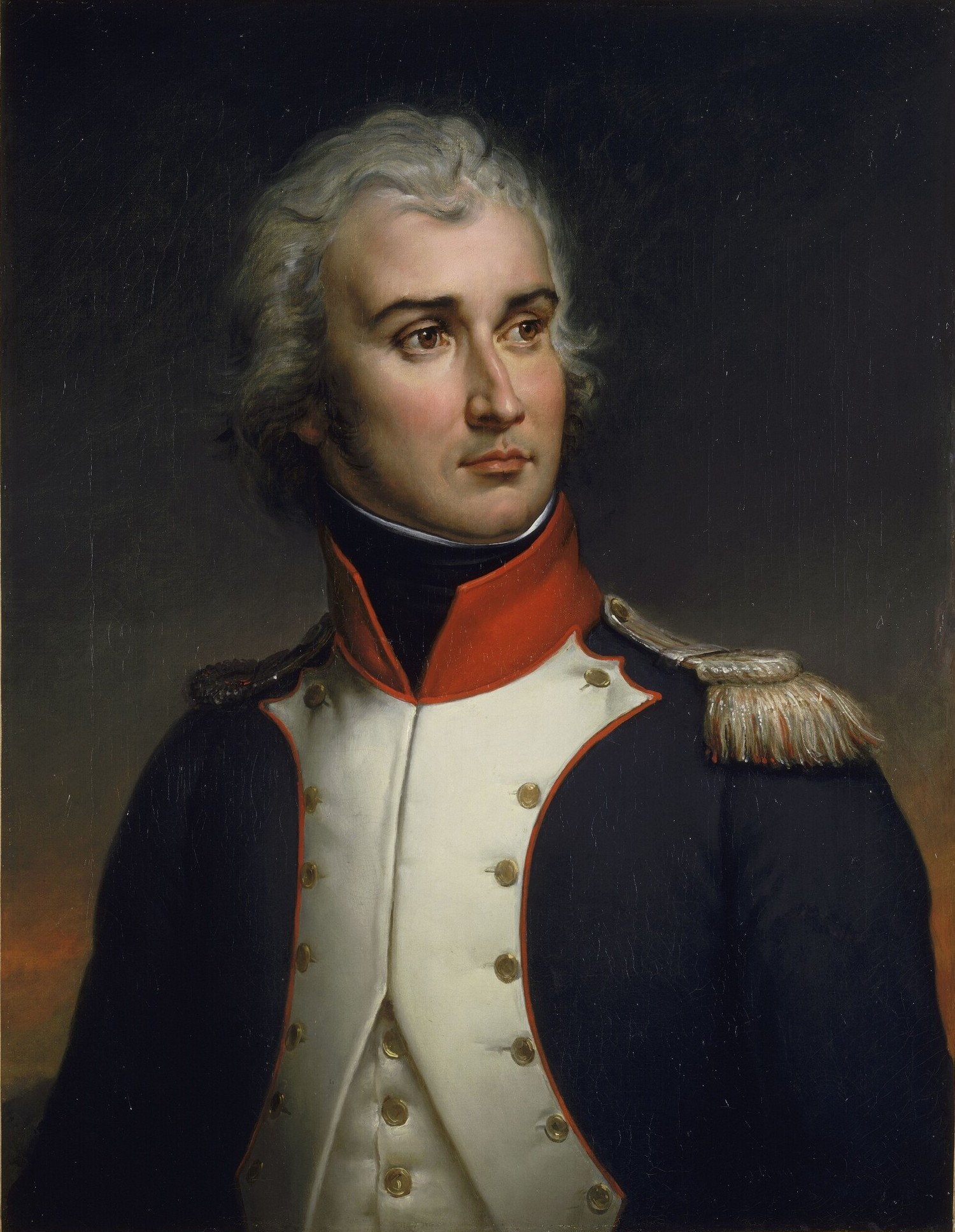
Jean-Baptiste Paulin Guérin (1783–1855), Jean Lannes, Thiếu úy Tiểu đoàn 2 chí nguyện vùng Gers năm 1792 (1769-1809) (1835), Versailles, Bảo tàng Lịch sử Pháp.

Ngày 22 tháng 5 năm 1809, tại Trận Aspern-Essling, khi đang chiếm ưu thế so với quân Áo, Lannes nhận được lệnh ngừng tấn công vì nguồn tiếp tế cho quân Pháp bị gián đoạn. Trong khi đang đi kiểm tra vị trí đóng quân của các đơn vị dưới quyền, Lannes ngồi nghỉ tại một tảng đá và bất ngờ một viên đạn đại bác rơi xuống đúng chỗ vị thống chế vừa đi qua. Bị thương nặng, Lannes được chuyển đến đảo Lobeau nằm giữa sông Danube để chữa trị. Bác sĩ phẫu thuật Larrey của lực lượng cận vệ đã quyết định cắt cụt chân phải của vị thống chế, tuy vậy vẫn không ngăn được sự hoại thư và Jean Lannes chết sau đó một tuần vào ngày 31 tháng 5 năm 1809. Napoléon đã ở bên ông trong giờ phút hấp hối và nói chuyện với vị thống chế rất lâu. Sau khi chết, thi thể Lannes được chuyển về Điện Panthéon trong một buổi lễ trọng thể. Sau này hài cốt vị thống chế được chôn tại Nghĩa trang Montmartre.
Napoléon đã thông báo cho vợ của Lannes về cái chết của chồng bà như sau:
"Em của ta, thống chế đã mất sáng nay vì những vết thương khi đang chiến đấu vì vinh dự của Tổ quốc. Nỗi đau của ta cũng lớn như nỗi đau của em. Ta đã mất đi vị tướng tài năng nhất trong quân đội, mất đi người bạn chiến đấu suốt 16 năm qua, mất đi người mà ta coi là bạn thân thiết nhất." - "Ma cousine, le maréchal est mort ce matin des blessures qu'il a reçues sur le champ d'honneur. Ma peine égale la vôtre. Je perds le général le plus distingué de mes armées, mon compagnon d'armes depuis seize ans, celui que je considérais comme mon meilleur ami."

## Nhận xét

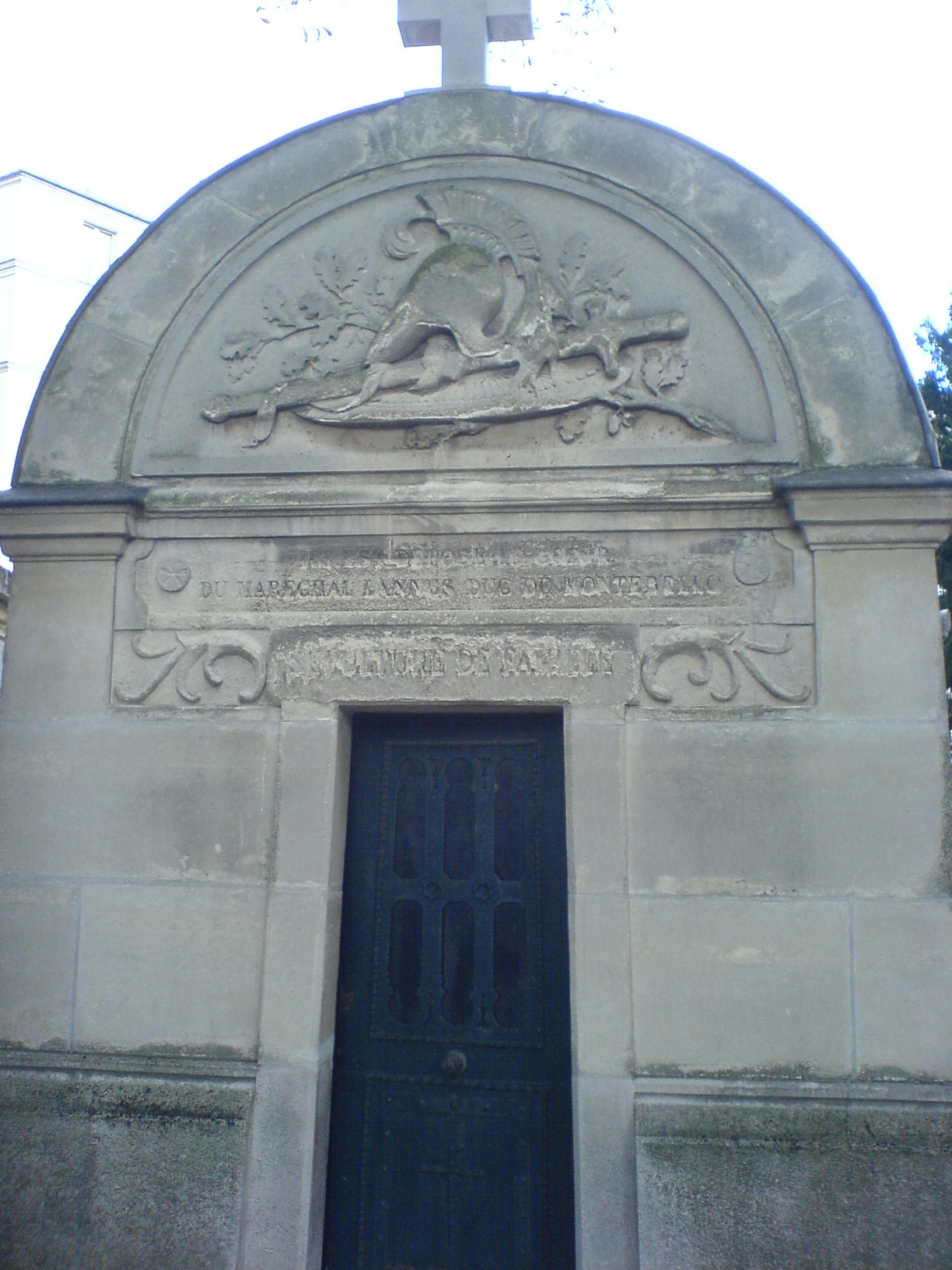
Mộ thống chế Lannes tại Nghĩa trang Montmartre

Lannes đã chứng tỏ những phẩm chất chỉ huy trong nhiều vị trí khác nhau, từ lực lượng tấn công (ở Saragosse hay Montebello), lực lượng tiên phong (Friedland và Aspern-Essling) hay lực lượng vận động (Ulm, Iéna). Những chiến thắng liên tiếp đã đưa Lannes, cùng Davout, trở thành những thống chế tài năng và đáng tin cậy nhất của Napoléon. Sự dũng cảm, khả năng chỉ huy và sự quan tâm tới binh lính cũng giúp Lannes trở thành vị tướng được các sĩ quan và quân sĩ dưới quyền yêu mến. Lannes là một người không chịu được những quy tắc và danh hiệu phù phiếm của đế chế, tuy được phong Công tước Montebello và Hoàng tử Sievers, ông thường xuyên từ chối việc gọi mình bằng danh hiệu này và thích cuộc sống gia đình hơn là cuộc sống vương giả của một hoàng tử. Tuy vậy, Lannes vẫn trung thành tuyệt đối với vị hoàng đế của mình, người cũng đặt trọn niềm tin vào vị thống chế thường được binh sĩ gọi với biệt hiệu "Roland của quân đội" (một vị anh hùng nổi tiếng thời Trung cổ). Cho đến khi chết, Lannes là người duy nhất trong số các thống chế được nói chuyện một cách thân mật (dùng ngôi tu thay cho ngôi vous) khi nói chuyện với Napoléon.
Napoléon đã nhận xét về Lannes như sau:
"Lannes, đó là người dũng cảm nhất trong số những người ta có thể hoàn toàn tin tưởng. Tài năng của Lannes tiến bộ từng ngày và cuối cùng cũng sánh được với lòng dũng cảm của ông ấy, ông ấy đã trở thành một người khổng lồ."